# Études de musique en France
Pour des articles plus généraux, voir Enseignement musical et Enseignement artistique spécialisé en France.

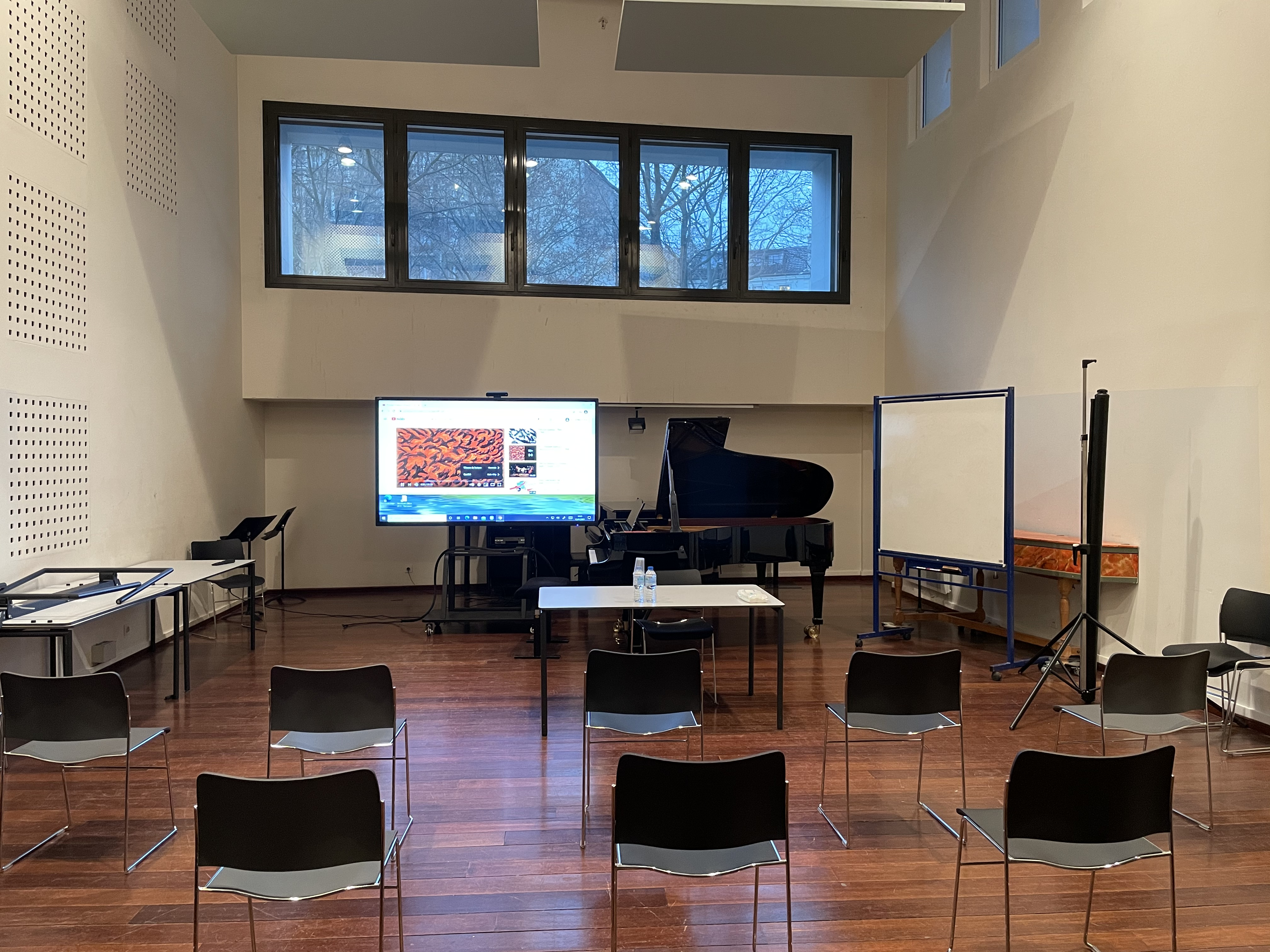
Une salle de cours de musique au Conservatoire national supérieur de musique et de danse de Paris (CNSMDP).

Les études de musique en France sont organisées dans des structures d'enseignement publiques et privées, permanentes, périodiques et ponctuelles. Alors que l'enseignement initial est destiné à former des artistes amateurs et un public éclairé, l'enseignement supérieur s'adresse aux futurs professionnels.
L'enseignement est exercé par des enseignants qualifiés, titulaires ou invités lors de classes de maître (cours dispensés par des artistes de haut niveau dans le cadre d'une spécialisation approfondie, organisés au sein des structures d'enseignement ou dans le cadre de cours particuliers).

## Histoire

### Création d’un statut de l’auteur et émergence du patrimoine musical
Les années succédant à la Révolution française voient cohabiter une inspiration libérale, issue des Lumières et centrée sur la libre création, une tradition monarchique, mécène de l'académisme et régulateur des arts et une aspiration démocratique, autour de la diffusion d'une culture nationale.
Les révolutionnaires prêtent une grande importance à la culture, à travers l'instruction et les arts. L'idéal démocratique passe par la diffusion du savoir. Aussi ouvrent les premiers muséums publics des beaux-arts, la Commission des monuments envisageant en 1791, qu'il en existe un par département. Parmi eux, le Muséum des arts qui ouvre en 1793 dans le palais royal du Louvre.
Les grandes écoles ouvrent leurs portes : l'École nationale supérieure des beaux-arts, le Conservatoire national des arts et métiers, le Conservatoire de musique, le Muséum national d'histoire naturelle…
Jeanne Laurent, sous-directrice du théâtre et de la musique au ministère de l'Éducation nationale encourage le théâtre populaire, à travers le TNP et le Festival d’Avignon, dont Jean Vilar est l’acteur emblématique. Elle engage aussi, dans cette optique de popularisation du spectacle vivant, la décentralisation dramatique. En 1946, elle appuie l’ouverture des premiers centres dramatiques nationaux et organise le concours des jeunes compagnies, permettant l’émergence de nouveaux metteurs en scène. Ces nouveaux talents, initiés par Copeau, tels Jean Dasté, au sein de l’éducation populaire et du scoutisme, comme Hubert Gignoux, ou à travers le théâtre populaire, comme André Clavé, prennent en main les théâtres publics de province. Les préceptes du « Cartel des Quatre » sont diffusés par ces pionniers de la décentralisation dramatique : auteurs classiques et contemporains et mise en scène centrée sur le texte.

### L'évolution des institutions culturelles musicales
Le premier combat d'André Malraux est d'asseoir son ministère. Il doit convaincre ses collègues de ses capacités ministérielles, son administration de la possibilité d’indépendance des arts et de la culture aux dépens de l’éducation, et le milieu culturel de la légitimité d’un ministère dirigeant l’action culturelle. Pour ce faire, il use de sa personnalité, de ses réseaux artistiques, de sa reconnaissance internationale, pour développer une politique artistique de prestige. Homme de l’écrit, il s’est bâti une réputation d’orateur à travers ses discours, tel celui de Bayeux, et en use avec grandiloquence. Il construit peu à peu son ministère, créant en 1961 la Direction du Théâtre, de la musique et des spectacles. Il s’appuie sur le Plan quinquennal de modernisation économique et social pour asseoir ses choix, et sur le Président de la République pour des rallonges budgétaires. En revanche, cette démocratisation se fait sur le refus des dispositifs pédagogiques. Pour Malraux, l’action culturelle doit être fondée sur le « choc esthétique », qui consiste à croire aux qualités intrinsèques de l’œuvre pour procurer une émotion au public, sans qu’il y ait besoin de médiation. Ainsi déclare-t-il : « Il n’est pas vrai que qui que ce soit au monde ait jamais compris la musique parce qu’on lui a expliqué la Neuvième Symphonie. Que qui que ce soit au monde ait jamais aimé la poésie parce qu’on lui a expliqué Victor Hugo. Aimer la poésie, c’est qu’un garçon, fût-il quasi-illettré, mais qui aime une femme, entende un jour : "lorsque nous dormirons tous deux dans l’attitude que donne aux morts pensifs la forme du tombeau" et qu’alors il sache ce qu’est un poète ». Il sépare la mission du « faire connaître » qu’il donne à l’université de celle de « faire aimer », qu’il assigne aux artistes.
Malraux plaque sa vision de la Culture au ministère, considérant que l’amour de l’art vient par la confrontation vivante aux œuvres. Il va à l’encontre de l’académisme et défend l’avant-gardisme. Il installe un nouvel État-providence, mécène initiateur et régulateur, dans lequel la démocratisation se concrétise dans la confrontation du peuple aux Arts. Malraux poursuit donc le travail de Jeanne Laurent en complétant les centres dramatiques nationaux des Maisons de la culture qui adoptent la pluridisciplinarité (théâtre, danse, cinéma, musique). Elles devaient s’installer dans chaque département, par la seule décision de l’État, sans concertation avec les acteurs locaux mais en demandant leur contribution financière. Elles ne seront qu’une dizaine, symbole de la centralisation excessive voire maladive du ministère malrucien. Dans cette optique de diffusion et de conservation des chefs-d’œuvre, il subventionne la Cinémathèque française d’Henri Langlois qui s’installe dans le Palais de Chaillot. Malraux plaque sa vision de la Culture au ministère, considérant que l’amour de l’art vient par la confrontation vivante aux œuvres. Il va à l’encontre de l’académisme et défend l’avant-gardisme. Il installe un nouvel État-providence, mécène initiateur et régulateur, dans lequel la démocratisation se concrétise dans la confrontation du peuple aux Arts. Malraux poursuit donc le travail de Jeanne Laurent en complétant les centres dramatiques nationaux des Maisons de la culture qui adoptent la pluridisciplinarité (théâtre, danse, cinéma, musique). Elles devaient s’installer dans chaque département, par la seule décision de l’État, sans concertation avec les acteurs locaux mais en demandant leur contribution financière. Elles ne seront qu’une dizaine, symbole de la centralisation excessive voire maladive du ministère malrucien. Dans cette optique de diffusion et de conservation des chefs-d’œuvre, il subventionne la Cinémathèque française d’Henri Langlois qui s’installe dans le Palais de Chaillot.

#### De la démocratisation musicale à la démocratie culturelle
La rue de Valois redevient ministère de la Culture à part entière, et voit son budget doubler en quelques années, consacré notamment les grands travaux présidentiels qui font la part belle à la culture pour tous (Le Grand Louvre, la Très grande bibliothèque, l’Opéra Bastille, la Cité de la musique) et l’architecture (ministère de Bercy, arche de la Défense…). Sur l’héritage de Jacques Duhamel et Michel Guy, son champ s’élargit aux activités culturelles de loisir, non sans polémique, à l’image d’Alain Finkielkraut qui y voit une Défaite de la pensée. Ainsi, les arts nobles et mineurs disparaissent, à l’instar de la bande dessinée et du rock désormais soutenus, et les pratiques amateurs trouvent leur place dans les discours. Le décret relatif à l’organisation du ministère, inchangé depuis 1959, précise le 10 mai 1982 : « Le ministère chargé de la culture a pour mission : de permettre à tous les Français de cultiver leur capacité d’inventer et de créer, d’exprimer librement leurs talents et de recevoir la formation artistique de leur choix (…) ». Ce même décret ouvre également la notion de patrimoine national en incluant comme mission « de préserver le patrimoine culturel national, régional ou des divers groupes sociaux pour le profit commun de la collectivité tout entière » et « de contribuer au rayonnement de la culture et de l’art français dans le libre dialogue des cultures du monde ». Et l’Institut du monde arabe voit le jour en 1987. L’État socialiste impose ainsi une acception plus sociale de la notion de culture, basée sur l’épanouissement personnel, face à la conception artistique centralisateur du pouvoir gaulliste. Pour autant, les créateurs d'art contemporain ne sont pas délaissés, et plusieurs commandes publiques d'avant-gardistes suscitent des polémiques (pyramide du Louvre, colonnes de Buren…). Pourtant, la gauche au pouvoir valorise avant tout la figure de l’artiste, du créateur, avec une culture qui demeure circonscrite aux arts et « l’action culturelle se substitue à l’action politique ».
Les lois de décentralisation restent limitées en matière de Culture transférant les bibliothèques centrales de prêt et les archives aux conseils généraux, mais l’État organise sa déconcentration avec les DRAC, les fonds régionaux d’art contemporain (FRAC) et d’acquisitions pour les musées (FRAM), et l’établissement de plans État/collectivités. La décentralisation théâtrale est accentuée par le biais des scènes nationales, regroupant à partir de 1991, les maisons de la Culture de Malraux, les centres d’action culturelle de Duhamel et les centres de développement culturel de Lang. Elles reçoivent les missions d’accueil et de diffusion pluridisciplinaire (danse, théâtre, musique, arts plastiques…).
Jack Lang ajoute une dimension événementielle et festive à la célébration de la culture par la création de la Fête de la musique, la Fête du cinéma, les Journées nationales du patrimoine, le Printemps des poètes, le bicentenaire de la Révolution... Au-delà des fêtes populaires, c'est aussi l'ouverture de trésors nationaux, habituellement caché du grand public, qui sont ainsi offert à tous, le plus souvent gratuitement. Par ces actions médiatiques et populaires, Lang assoit la légitimité du ministère auprès de l’opinion publique, mais essuie les critiques, tel Fumaroli lui reprochant cette politique médiatique.
Les années 1980 sont aussi celles de l’affirmation des industries culturelles. L’art dépasse l’espace de la création pour devenir pleinement comme composante de l’économie, à travers l’édition, le cinéma et la musique. L’État régule et soutient ce secteur, par le biais de la Loi Lang sur le prix du livre, l’Institut pour le financement du cinéma et des industries culturelles (IFCIC), la loi du 23 juillet 1987 sur le mécénat, l’exclusion des œuvres d’art de l’assiette de l’impôt sur les grandes fortunes, les quotas radiophoniques de diffusion de chansons francophones (depuis 1994, 40 % des chansons diffusées sur les ondes doivent être francophones, dont la moitié de nouveautés), etc. Les structures juridiques des établissements publics se diversifient, avec les GIP culturels, les SEM, les diverses formes d'établissement public et les Régies. L’emploi culturel se consolide, croissant de 8 000 postes en 12 ans. Le culturel devient une alternative pour lutter contre la crise, tel le projet Culture Commune en 1990, association intercommunale de développement artistique et culturel, visant à revitaliser le bassin minier du Pas-de-Calais.
Jack Lang associe également art et apprentissage, en opposition à l’esprit malrucien. Outre un ministère l’Éducation nationale et de la Culture, qu’il a mené pendant moins d’un an, sous le gouvernement Pierre Bérégovoy, c’est aussi l’époque du développement de l’enseignement du théâtre, du projet « Collège au cinéma », des classes à projet artistique ou culturel. De grandes écoles sont créées : École nationale du patrimoine, l’IDHEC, le Conservatoire national supérieur de musique et de danse de Lyon, l’École du Louvre… Depuis 1986, le Ministère de la Culture est celui de la communication, actant l’émergence de l’audiovisuel. Cependant, le champ d’action est limité, puisque la Délégation du développement des médias (DDM) est restée sous l’égide de Matignon. L'enseignement artistique à l'école a toujours eu une place relativement réduite. La loi scolaire de la Troisième République ne prévoyait le dessin et la musique que comme discipline accessoire. En 1985 est adoptée une loi prévoyant 2h par semaine d'activité artistique en école primaire. Pour les maternelles, une loi est adoptée en 1986 relative à l'éveil artistique.
La loi réformatrice du 6 janvier 1988 fait enfin rentrer l'enjeu artistique dans la politique culturelle française de la maternelle au supérieur. La naissance de cette politique des enseignements artistiques affiche trois objectifs :
1. L'égalité d'accès à la culture ne peut être envisagée que si elle est préparée dès le plus jeune âge.
2. L'éveil de la sensibilité et le goût donné aux enfants des choses de l'art les prépare à devenir demain des amateurs avertis des activités culturelles, ainsi que des acteurs éclairés du marché de l'Art.
3. L'éducation artistique permet de lutter contre les inégalités sociales.

À ces trois objectifs vient se greffer un quatrième sous-jacent qui est celui de former de futurs employés dans la culture. Cette loi a entendu revaloriser les enseignements artistiques dans l'enseignement général et spécialisé : elle institue un véritable droit à une formation en musique et en art plastique au profit des jeunes, élèves et collégiens, soumis à l'obligation scolaire. Cette loi élargit celle de 1985 puisqu'elle concerne tous les établissements. De plus, elle offre une ouverture vers d'autres arts (théâtre, danse, photographie, vidéo, cinéma et architecture). Cette loi ouvre également le monde scolaire aux intervenants extérieurs. Enfin cette loi met en place une procédure de reconnaissance et d'homologation des établissements. Ainsi cette procédure offre une garantie au niveau du contenu des enseignements. C'est le Ministre de la Culture qui accorde cette reconnaissance pour une durée de cinq ans.
Les matières artistiques sont donc de plus en plus valorisées cependant l'enseignement artistique n'a étrangement pas été inclus au rapport Thélot de 2002 qui place le socle commun de connaissances et de compétences L'article L216-2 du Code de l'éducation dispose que « les établissements d'enseignement public de la musique, de la danse et de l'art dramatique dispensent un enseignement initial, sanctionné par des certificats d'études, qui assure l'éveil, l'initiation, puis l'acquisition des savoirs fondamentaux nécessaires à une pratique artistique autonome. Ils participent également à l'éducation artistique des enfants d'âge scolaire. Ils peuvent proposer un cycle d'enseignement professionnel initial, sanctionné par un diplôme national ».
Le décret en date du 12 octobre 2006 a défini trois types d'établissements d'enseignement public de la musique, de la danse et de l'art dramatique :
- les conservatoires à rayonnement régional (CRR) , auparavant Conservatoires nationaux de région (CNR).
- les conservatoires à rayonnement départemental (CRD), anciennement Écoles nationales de musique (ENM).
- les conservatoires à rayonnement communal ou intercommunal (CRC et CRI), anciennement Écoles municipales de musique (EMM).

## Enseignement initial

### Écoles publiques
Les établissements publics d'enseignement initial de la musique, de la danse et de l'art dramatique « relèvent de l'initiative et de la responsabilité des collectivités territoriales » qui assurent leur financement et sont, dans leur quasi-totalité, des services municipaux ou de communautés de communes organisés en régie directe, financés par les collectivités territoriales ou directement par l'État. Placés sous tutelle des directions régionales des Affaires culturelles, ces établissements sont classés par l'État en trois catégories « correspondant à leurs missions et à leur rayonnement » :
- les conservatoires à rayonnement régional (CRR)[14] ;
- les conservatoires à rayonnement départemental (CRD) ;
- les conservatoires à rayonnement communal ou intercommunal (CRC et CRI).

Certaines municipalités créent une structure communale sans avoir cet agrément, et embauchent des agents municipaux qualifiés pour faire fonctionner cette structure. L'objectif est souvent d'obtenir l'agrément au bout de quelques années, mais ce n'est pas une obligation.
Ils sont parfois associés aux établissements d'enseignement général, de l'école primaire au collège, dans le cadre des classes à horaires aménagés en musique, danse, théâtre ou arts plastiques, certains lycées dispensant des cours théoriques de musique menant au baccalauréat littéraire option musique ou au baccalauréat sciences et techniques du théâtre, de la musique et de la danse. L'enseignement initial du cirque, des marionnettes, des arts de la rue ou des techniques du spectacle est dispensé au sein de structures dites professionnelles.
« Les établissements d'enseignement public de la musique, de la danse et de l'art dramatique dispensent un enseignement initial, sanctionné par des certificats d'études, qui assure l'éveil, l'initiation, puis l'acquisition des savoirs fondamentaux nécessaires à une pratique artistique autonome, à vocation professionnelle ou amateur. Ils participent également à l'éducation artistique des enfants d'âge scolaire. Ils peuvent proposer un enseignement préparant à l'entrée dans les établissements d'enseignement supérieur de la création artistique dans le domaine du spectacle vivant. Ils peuvent délivrer un diplôme national. Leur mission est également la formation des amateurs et le développement de leur pratique ; à ce titre, ces établissements peuvent apporter, avec leurs enseignants, leur concours aux actions conduites en matière d'éducation artistique et culturelle. »
— Article L216-1 du Code de l'éducation
L'enseignement initial dispensé dans les établissements publics d'enseignement initial de la musique, de la danse et de l'art dramatique est organisé en trois cycles, dont les durées ne sont pas harmonisées sur le plan national, même s'il y a de fortes convergences.
Le passage d'un cycle à l'autre se fait par un examen, généralement associé à un contrôle continu.

#### Premier cycle initial
Le premier cycle peut comporter une phase d'initiation. Cette phase aussi appelée phase d'éveil permet d'affiner les perceptions et de développer des aptitudes, par des démarches où le corps en mouvement est mis en relation avec le monde sonore et avec l'espace. Tout au long de cette période d'éveil, la pratique de groupe sera largement privilégiée, et la notion de jeu omniprésente. L'éveil permet de développer la curiosité, et former l’oreille le plus tôt possible.
Chaque établissement établit le contenu du cursus suivi par l'élève. Il y a généralement un cours d'instrument, un cours de formation musicale et un cours de musique d'ensemble (chorale, orchestre, musique de chambre), ce qui donne un quotité hebdomadaire comprise entre 2h et 4h. La durée standard du cycle est de quatre ans.

#### Deuxième cycle initial
Ce cycle  inclut  une  ouverture culturelle, historique, sociologique, liée au répertoire occidental et aux musiques du monde, dans toutes les esthétiques, avec de possibles références à d'autres domaines artistiques (littérature, peinture, danse, cinéma, théâtre, etc.), l'aptitude à entendre et à commenter ces répertoires avec des outils d'évaluation sur leurs interprétations. La mise en place d’un brevet de fin de 2e cycle marque la fin du cursus.

#### Troisième cycle initial
Le troisième cycle se décompose en deux filières :
- une filière amateur qui permet l'obtention du certificat d'études prévu par l’article L. 216-2 du code de l’éducation[13] ;
- une filière d'orientation professionnelle : le cycle d'enseignement professionnel initial (CEPI) de musique, de danse et d'art dramatique, « destiné à approfondir la motivation et les aptitudes des élèves en vue d'une orientation professionnelle »[19], sanctionné par le diplôme national d'orientation professionnelle[20].

Cette dernière filière n'est obligatoire que dans les conservatoires à rayonnement régional et départemental, dans les spécialités enseignées. Cependant, sa mise en place retardée amène un certain nombre d'établissements à continuer de délivrer le diplôme d'études.

### Écoles privées
Pour répondre à la demande non couverte par les écoles publiques, de nombreuses écoles privées se sont créées au fil du temps. Certaines sont sous une forme associative (cas le plus fréquent) et d'autres sous une forme d'entreprise. Certaines écoles privées se calquent intégralement sur le moule des conservatoire, et d'autres proposent une structuration des cursus très différente.
Les écoles de musique associatives sont parfois subventionnées par les municipalités ne souhaitant pas avoir de structure municipale publique. Le budget est complété par les cotisations (frais de scolarité) des familles. Les écoles privées peuvent également être liées à certains fabricants d'instruments ou magasins d'instruments.
Nombre de ces écoles de musique sont fédérées au sein de la Confédération musicale de France — important réseau de la pratique musicale en amateur — ou de la Fédération nationale des écoles d'influence jazz et des musiques actuelles.
Il existe par ailleurs des écoles de musique religieuse telles que l'Association pour la formation des organistes des églises protestantes à Strasbourg, l'École d'organistes liturgiques à Aubagne, l'Institut catholique de Paris, l'Institut catholique de Toulouse ou l'Institut de musique sacrée de Lyon.
Pour les professeurs de danse, le diplôme d'État (ou le certificat d'aptitude ou un diplôme équivalent) est impérativement demandé, quelle que soit la structure. Il n'existe en revanche aucune règle précise concernant les autres disciplines artistiques (ce qui fait qu'on peut trouver en école associative aussi bien des professeurs sans aucun diplôme que des professeurs ayant le CA).
Par ailleurs, il n'existe pas de règles qualitatives régissant l'enseignement à domicile par des cours privés : n'importe qui peut proposer des cours privés, à condition d'être en conformité avec le code du travail et le droit fiscal.

## Enseignement supérieur
À la suite de la réforme Licence-Master-Doctorat, l'enseignement supérieur en France est organisé selon le système européen de transfert et d'accumulation de crédits (ECTS).
Il existe trois diplômes nationaux — le diplôme national supérieur professionnel, le diplôme d'État et le certificat d'aptitude — ainsi que des diplômes d'établissement pour la plupart inscrits au Répertoire national des certifications professionnelles et, pour le CNSMD de Lyon et le CNSMD de Paris, conférant un grade universitaire.
Des accords avec l'université permettent de délivrer conjointement le diplôme national de licence ou le doctorat. Il existe deux établissements publics nationaux « dont la responsabilité et la charge incombent entièrement à l'État », sous tutelle de la Direction générale de la Création artistique du ministère de la Culture :

Certains établissement sont agréés par le ministère de la Culture pour assurer « une préparation à l'entrée dans les établissements d'enseignement supérieur de la création artistique dans plusieurs domaines du spectacle vivant »,, dont la musique. Le ministère de la Culture peut, après avis du Conseil national de l'enseignement supérieur et de la recherche artistiques et culturels, accréditer d'autres établissements, notamment financés par les collectivités territoriales, à délivrer des diplômes d'école et les diplômes nationaux, grâce au label Enseignement supérieur Culture.
« Les établissements d'enseignement supérieur de la création artistique dans les domaines du spectacle vivant et des arts plastiques concourent à la réalisation des objectifs et des missions du service public de l'enseignement supérieur, pour ce qui concerne la création dans les domaines du spectacle vivant et des arts plastiques, et aux stratégies nationales de l'enseignement supérieur et de la recherche »
— Article L759-1 du Code de l'éducation
Il existe aussi des centres d'enseignement supérieur privés dans le domaine de la musique délivrant des diplômes d'établissement, dont :
- le Centre des musiques Didier Lockwood à Dammarie-les-Lys ;
- l'École normale de musique de Paris ;
- la Schola Cantorum de Paris ;
- l'IMEP Paris College of Music (membre du réseau international Berklee Global Partners[28]) ;
- les Centres de formation professionnelle de la musique (CFPM, 14 écoles dans toute la France).

### Premier cycle supérieur (Bac + 3)
Le premier cycle supérieur est sanctionné par le diplôme national supérieur professionnel, diplôme national délivré par les établissements d'enseignement supérieur habilités par le ministre de la Culture, qui peut être de musicien dans trois disciplines telles que chefs d'ensembles instrumentaux ou vocaux, instrumentiste-chanteur et discipline métiers de la création musicale. Les établissements habilités à délivrer ces diplômes sont :
- le Conservatoire national supérieur de musique et de danse de Lyon (CNSMD de Lyon) ;
- le Conservatoire national supérieur de musique et de danse de Paris (CNSMD de Paris) ;
- l'École supérieure de musique Bourgogne-Franche-Comté, Dijon (ESM Dijon) ;
- l'École supérieure musique et danse Hauts-de-France, Lille (ESMD Lille) ;
- l'Institut d’enseignement supérieur de la musique Europe et Méditerranée (IESM), Aix-en-Provence ;
- l'Institut supérieur des arts de Toulouse (L'isdaT) ;
- la Haute École des arts du Rhin (HEAR) ;
- le Pôle supérieur d'enseignement artistique Aubervilliers - La Courneuve - Seine-Saint-Denis - Île-de-France (Pôle Sup 93) ;
- le Pôle supérieur d'enseignement artistique Paris Boulogne-Billancourt (PSPBB) ;
- le Pôle d'enseignement supérieur de musique et de danse Bordeaux Nouvelle-Aquitaine (PESMD) ;
- le Pont Supérieur - Pôle d'enseignement supérieur spectacle vivant Bretagne - Pays de la Loire.

Le diplôme national supérieur professionnel ne conférant pas le grade de licence, ces établissements sont tenus de mettre en place un « partenariat avec une université permettant la constitution de parcours de formation conduisant à l'obtention d'une licence délivrée par celle-ci pour les étudiants remplissant les conditions d'accès à l'université ». Le Conservatoire national supérieur de musique et de danse de Lyon propose également un diplôme d'établissement, non-reconnu dans le système LMD : diplôme de premier cycle supérieur métiers de la culture musicale (discipline non-concernée par le diplôme national supérieur professionnel).
L'enseignement théorique est essentiellement assurée par les universités publiques. Notons néanmoins que la part pratique est dorénavant bien présente au sein des cursus universitaires. Un certain nombre d'universités comprennent pour la plupart une unité de formation et de recherche de musicologie qui délivrent des licences, masters et doctorats et qui préparent aux concours du CAPES d'éducation musicale et de chant choral et à l'agrégation de musique.

### Deuxième cycle supérieur (Bac + 5)
Seuls le Conservatoire national supérieur de musique et de danse de Lyon et le Conservatoire national supérieur de musique et de danse de Paris délivrent des diplômes d'établissement valant grade de master, accrédités par le ministère de l'Enseignement supérieur, de la Recherche et de l'Innovation :
- CNSMD de Lyon[31] : 
  - diplôme de deuxième cycle supérieur métiers de la création musicale,
  - diplôme de deuxième cycle supérieur métiers de la culture musicale,
  - diplôme de deuxième cycle supérieur musicien-interprète,
  - diplôme de deuxième cycle supérieur musicien-performeur,
  - diplôme de deuxième cycle supérieur pédagogie, enseignement musique ;
- CNSMD de Paris[32],[33] :
  - diplôme de deuxième cycle supérieur écriture et composition,
  - diplôme de deuxième cycle supérieur interprète de la musique,
  - diplôme de deuxième cycle supérieur musicien – ingénieur du son,
  - diplôme de deuxième cycle supérieur musicologie,
  - diplôme de deuxième cycle supérieur pédagogie et formation à l'enseignement de la musique.

### Troisième cycle supérieur (Bac + 8)
Les doctorats sont délivrés seulement par les deux conservatoires nationaux supérieurs en lien avec l'université : le Conservatoire national supérieur de musique et de danse de Lyon et le Conservatoire national supérieur de musique et de danse de Paris. Il existe également dans ces deux établissements des parcours de troisième cycle.

### Diplômes d'enseignement
En France, il existe deux diplômes nationaux permettant d'enseigner :
- le diplôme d'État de musique (DE) ;
- le certificat d'aptitude (CA) : aux fonctions de professeur de musique ou de directeur d'établissement d'enseignement artistique.

Les établissements habilités à délivrer le diplôme d'État à l'issue d'une formation diplômante sont :
- le Centre de formation des enseignants de danse et de musique Auvergne Rhône-Alpes ;
- le Conservatoire national supérieur de musique et de danse de Lyon ;
- le Conservatoire national supérieur de musique et de danse de Paris ;
- l'École supérieure d'art de Lorraine ;
- l'École supérieure de musique Bourgogne-Franche-Comté ;
- l'École supérieure musique et danse Hauts-de-France Lille ;
- l'Institut d’enseignement supérieur de la musique Europe et Méditerranée ;
- l'Institut supérieur des arts de Toulouse ;
- la Haute École des arts du Rhin ;
- le Pôle Aliénor ;
- le Pôle supérieur d'enseignement artistique Aubervilliers - La Courneuve - Seine-Saint-Denis - Île-de-France ;
- le Pôle supérieur d'enseignement artistique Paris Boulogne-Billancourt ;
- le Pont Supérieur - Pôle d'enseignement supérieur spectacle vivant Bretagne - Pays de la Loire.

Les établissements habilités à délivrer le certificat d'aptitude à l'issue d'une formation diplômante sont :
- le Conservatoire national supérieur de musique et de danse de Lyon (professeur de musique) ;
- le Conservatoire national supérieur de musique et de danse de Paris (directeur d'établissement et professeur de musique).